# 国民解放党
国民解放党（こくみんかいほうとう、スペイン語：Partido Liberación Nacional, 略称：PLN）は、コスタリカの政党。社会主義インターナショナル加盟政党。民族解放党と訳されることもある。
1951年、内戦終結後の国政改革（常備軍の廃止など）の一環としてホセ・フィゲーレスらによって結成された。以後、社会民主主義を掲げるコスタリカで最有力の政党として推移してきた。1987年には、国民解放党から選出されたオスカル・アリアス大統領がノーベル平和賞を受賞した。
2006年にアリアスが再び大統領となったが、このころには党の政策としては自由貿易協定の締結など経済面を中心に自由主義の色（第三の道）を強めていた。2010年2月にもラウラ・チンチージャが国民解放党から大統領に当選し、2014年まで在職した。当初は彼女の保守的な姿勢もあり、日本の多くのメディアでは中道右派政党と報じられた（それまでは主に中道左派政党と考えられてきた）。